# Culex trilobulatus
Culex trilobulatus är en tvåvingeart som beskrevs av Duret och Barreto 1956. Culex trilobulatus ingår i släktet Culex och familjen stickmyggor. Inga underarter finns listade i Catalogue of Life.